# غوستاف فاغنر
غوستاف فاغنر (بالألمانية: Gustav Franz Wagner)‏ (و. 1911 – 1980 م) هو ضابط، من النمسا، ولد في فيينا، كان عضوًا في الحزب النازي، شارك في عملية T4، وكان عضوًا في شوتزشتافل، توفي في ساو باولو، عن عمر يناهز 69 عاماً، بسبب الطعن.

## مناصب
تولى منصب Nazi concentration camp commandant ‏.

## الخدمة العسكرية
خدم في شوتزشتافل.